# Francesco Foggi
Francesco Foggi (Livorno, 15 agosto 1748 – Pisa, 12 agosto 1824) è stato un giurista e avvocato italiano del Granducato di Toscana.

## Biografia
Nacque nel 1748 a Livorno da famiglia benestante, figlio del capomastro di origine fiorentina Anton Domenico Foggi e della livornese Maria Giovanna Michelucci.
Francesco Foggi conseguì la laurea in utroque iure presso l'Università di Pisa, dove aveva avuto come docente di diritto naturale Giovanni Maria Lampredi e Leopoldo Andrea Guadagni di diritto civile. Nel 1770 insegnava diritto canonico presso la stessa università. Quattro anni dopo diede alle stampe, anonimamente, la sua opera più nota e discussa, il Saggio sopra l'impunibilità legittima o L'asilo. Nel 1784 fu nominato vice-rettore. Fino al 1789 fu precettore dei figli degli arciduchi di Toscana nelle materie di etica e diritto.
Sposato con Anna Barigazzi, ebbe sette figli tra il 1780 e il 1795.
Pubblicò varie opere in più rami del diritto e in particolare nel diritto canonico. Parallelamente alla carriera accademica, che proseguì per tutta la vita, svolse la professione di avvocato e in più occasioni fu consulente del Granducato. Fu socio corrispondente del Gabinetto Vieusseux e dal 1817 membro dell'Accademia Labronica come il figlio Ferdinando, che fu docente di scienze e matematica a Pisa.
Morì nel 1824 a Pisa. I suoi eredi furono nobilitati pochi anni dopo, nel 1832, da Leopoldo II di Toscana.

## Opere
- Saggio sopra l'impunità legittima o L'asilo, Livorno, Giovanni Vincenzo Falorni, 1774.